# Gaspare Guercio
Gaspare, detto Guercio (Palermo, 1611 – 1670-1679), è stato uno scultore e architetto italiano.

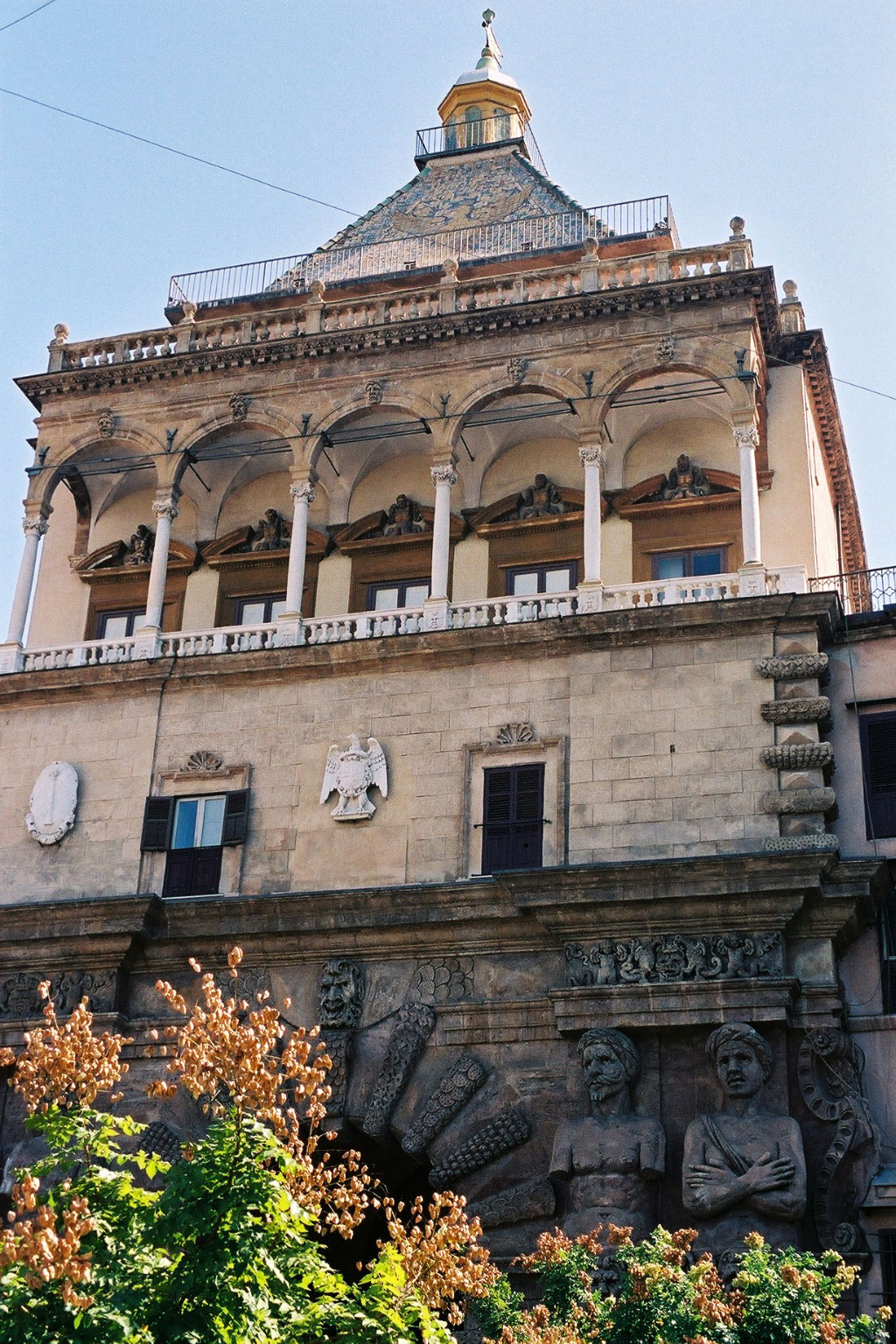
Porta Nuova, adiacente al Palazzo dei Normanni.

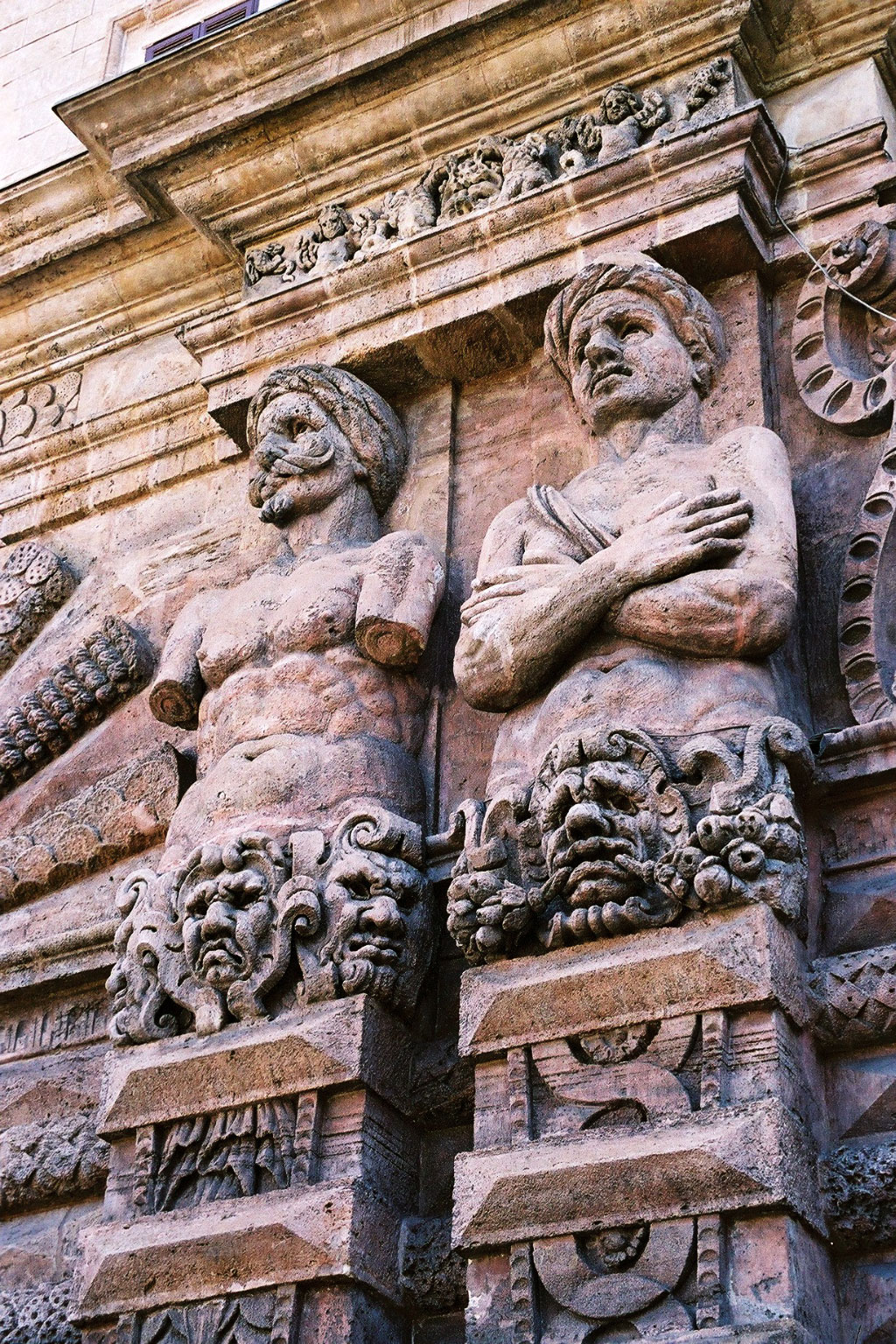

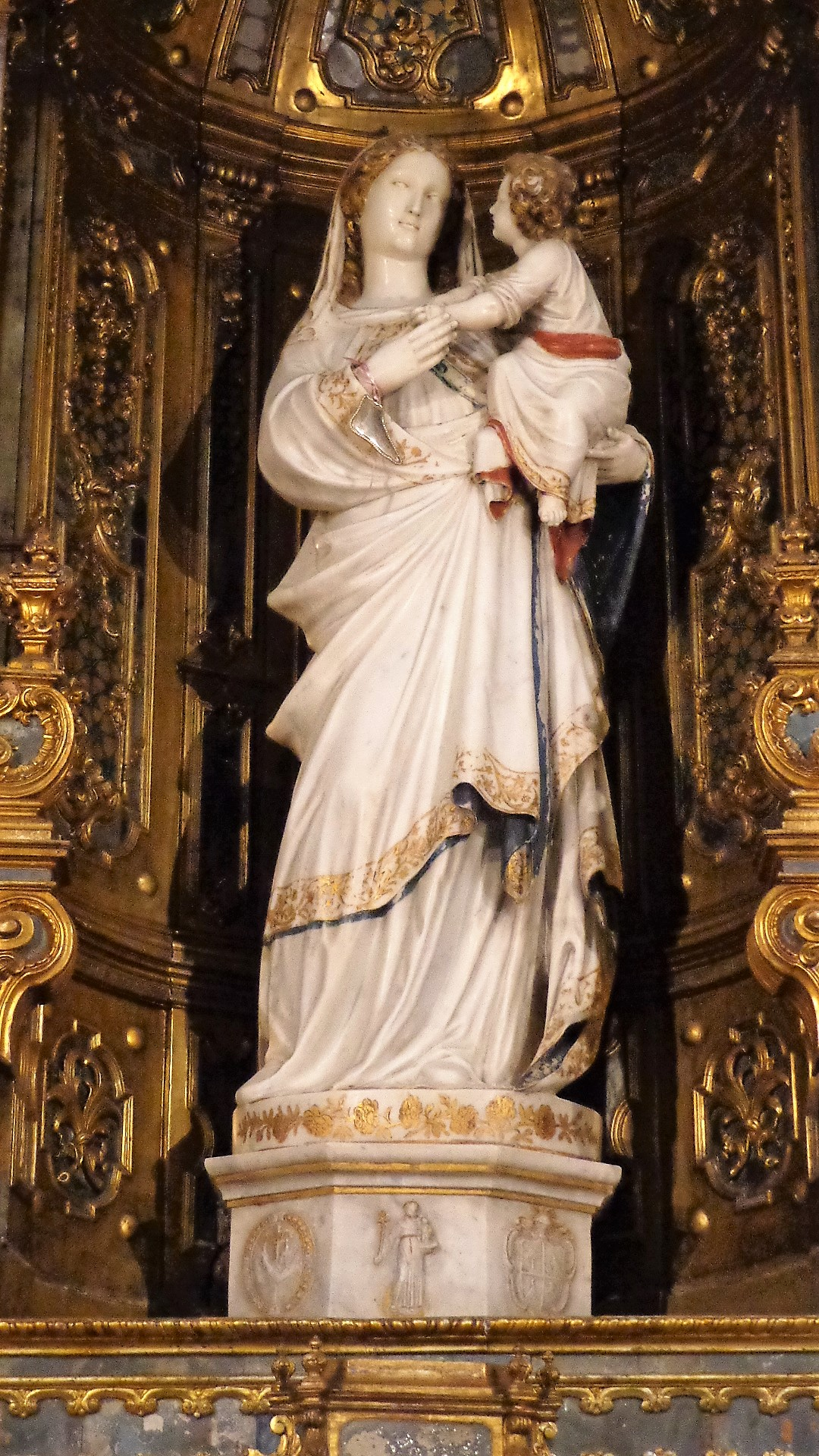
Statua della Madonna di Trapani.

Fu un significativo artista del barocco siciliano, soprattutto scultore ma anche architetto progettista di decorazioni.

## Biografia
Fu avviato al mestiere di scultore dal padre valente "marmoraio" e scultore. Cominciò la sua attività, con l'aiuto di Niccolò Travaglia, come scalpellino e poi scultore, maturando comunque anche competenze come architetto. Nel 1635 gli fu affidata la sistemazione della piazza antistante la chiesa di Sant'Antonino. 
Nel 1639 fu anche nominato architetto regio e nel 1643 architetto del Senato palermitano come anche altri scultori prima e dopo di lui.
Ebbe prestigiose commissioni a Palermo come la ricostruzione di Porta Nuova dopo uno scoppio accidentale (1669) e l'esecuzione delle statue delle sante Rosalia, Oliva e Ninfa per la balaustra della Basilica Cattedrale di Palermo. Nella Cattedrale scolpì anche la statua di San Giovanni per la Cappella del Crocifisso e il Sepolcro per l'arcivescovo Martino León.
Ebbe come allievo e collaboratore Gaspare Serpotta, padre del più famoso Giacomo Serpotta.

## Opere

### Palermo
- Chiesa di San Matteo al Cassaro, disegno della facciata e sculture in facciata, dal 1640, con la collaborazione di Carlo D'Aprile con il quale ebbe un solido sodalizio artistico.
- Cappella di San Giovanni, ambiente caratterizzato dal virtuosistico utilizzo di marmi mischi, manufatto presente nella chiesa di Sant'Ignazio all'Olivella.
- Madonna di Trapani, statua marmorea, opera custodita nella cappella eponima della chiesa di Sant'Antonio di Padova.
- Santa Rosalia, Santa Ninfa e Santa Oliva (1655-1656), sculture marmoree presenti sui varchi della recinzione meridionale della Cattedrale metropolitana primaziale della Santa Vergine Maria Assunta.[2]
- San Giovanni Evangelista, scultura, opera presente nella Cappella del Santissimo Crocifisso della Cattedrale metropolitana primaziale della Santa Vergine Maria Assunta.[3]
- Porta Felice, riedificazione e perfezionamento, sculture di Santa Ninfa e di Santa Cristina, realizzate su disegno di Pietro Novelli.[4]
- Teatro marmoreo di piazza della Vittoria, sistemazione con Carlo D'Aprile e sculture con Gaspare Serpotta.
- Fontana della Ninfa, sculture.
- Cappella Sperlinga, collaborazione con Gaspare Serpotta, caratterizzata da un esuberante decorazione policroma con colonne tortili intarsiate. Opera presente nella chiesa di San Domenico.
- Chiesa della Gancia, ricostruzione presbiterio, tribune, transetto, dopo il crollo causato dal collasso cripte sottostanti, 1672 - 1673.

### Altre località
- Medaglione raffigurante San Giorgio nell'atto di salvare una fanciulla, manufatto marmoreo del 1660, opera presente nel prospetto della chiesa di San Giorgio Martire di Caccamo.
- Altare, manufatto marmoreo del 1663, opera presente nella basilica di Santa Maria Assunta di Randazzo.
- Sant'Anna e Maria Bambina, gruppo scultoreo in marmo, attribuzione, opera custodita nel convento di Santa Maria delle Grazie di Burgio.